# Onismor Bhasera
Onismor Bhasera (Mutare, Zimbabue, 7 de enero de 1986) es un futbolista de Zimbabue que juega como defensa en el SuperSport United F. C. sudafricano.

## Selección nacional
Debutó con la selección de fútbol de Zimbabue contra la selección de fútbol de Malaui en junio de 2006. Participó también con Zimbabue, en los partidos de clasificación para el Mundial 2010 y la Copa de África 2010.

## Clubes
| Club                    | País       | Año       |
| ----------------------- | ---------- | --------- |
| Maritzburg United F. C. | Sudáfrica  | 2005-2007 |
| Kaizer Chiefs F. C.     | Sudáfrica  | 2007-2009 |
| Plymouth Argyle F. C.   | Inglaterra | 2010-2013 |
| Bidvest Wits F. C.      | Sudáfrica  | 2013-2016 |
| SuperSport United F. C. | Sudáfrica  | 2016-     |